# Vibe Klarup
Vibe Klarup (født 13. marts 1969 på Bornholm) er generalsekretær for Amnesty International Danmark. Hun er kendt for sit medlemskab af regeringens Ytringsfrihedskommission.
Vibe Klarup er uddannet cand.scient.adm. fra RUC i 1996 og var formand for Frivilligrådet (2012-18), næstformand i Børns Vilkår (2014-17) og for RUC's bestyrelse (2014-17), medlem af repræsentantskabet for Kofoeds Skole (2008-11), bestyrelsesmedlem i Foreningen Folkemødet (siden 2016, formand siden 2020) og i Dan Uzans Mindefond (siden 2016). Derudover har hun været direktør i Psykiatrifonden (2012-13) og organisationen Danner (2005-11).
Hun er medforfatter til bogen Rodskud. Venligboere, nærvarme og trivselstanter - hvordan lokale fællesskaber genskaber velfærden (Gyldendal 2017).